# Харитон (Тумбас)
Митрополи́т Харито́н (греч. Μητροπολίτης Χαρίτων, в миру Хри́стос Ту́мбас, греч. Χρίστος Τούμπας; 22 октября 1975, Козани, Греция) — епископ Элладской православной церкви (формально также и Константинопольской православной церкви), митрополит Элассонский, ипертим и экзарх Олимпии.

## Биография
Родился 22 октября 1975 года в Козании в Западной Македонии, в Греции. Окончил Высшую церковную школу в Салониках (Ανωτέρα Εκκλησιαστική Σχολή της Θεσσαλονίκης).
В 1996 году митрополитом Элассонским Василием (Колокасом) был рукоположён в сан диакона, а 8 марта 1998 года — во пресвитера, после чего служил приходским священником Элассонской митрополии.
С 2000 года служил секретарём Элассонской митрополии.
В 2001 году окончил богословский факультет Фессалоникийского университета.
В 2003—2008 годы служил генеральным архиерейским эпитропом.
В 2008—2014 годы служил протосинкеллом Элассонской митрополии.
25 июня 2014 года был избран для рукоположения в епископский сан, а 29 июня хиротонисан в сан епископа и возведён в достоинство митрополита Элассонского. Хиротонию совершили: архиепископ Афинский Иероним II, митрополит Стагийский Серафим (Стефану), митрополит Мифимнский Хризостом (Каламатианос), митрополит Митилинский Иаков (Франдзис), митрополит Приконнисский Иосиф (Харкиолакис) (Константинопольский патриархат), митрополит Ларисский Игнатий (Лаппас), митрополит Навпактский Иерофей (Влахос), митрополит Самосский Евсевий (Пистолис), митрополит Сирский Дорофей (Поликандриотис), митрополит Керкирский Нектарий (Довас), митрополит Мессенийский Хризостом (Савватос), митрополит Фивский Георгий (Мандзуранис), митрополит Илийский Афинагор (Дикеакос), митрополит Закинфский Дионисий (Сифнеос), митрополит Кифисийский Кирилл (Мисьякулис), митрополит Китрский Георгий (Хрисостому), митрополит Иоаннинский Максим (Папаяннис), епископ Диафлийский Гавриил (Папаниколау) и епископ Салонский Антоний (Аврамиотис). 21 июля того же года в кафедральном соборе митрополии состоялась его интронизация.